# Mosaikstruktur

Mosaikstruktur eines Kristalls (schematische Darstellung)

Die Mosaikstruktur (auch Mosaizität) ist eine Eigenschaft von Einkristallen, die für die Strukturanalyse durch Röntgenbeugung sehr wichtig ist. Während man bei perfekten Einkristallen von einer perfekten dreidimensionalen Translationssymmetrie ausgeht, nimmt man für reale Kristalle eine Mosaikstruktur an, d. h. der Kristall ist aus sehr kleinen Kristalliten (Mosaikblöcken) aufgebaut, die eine Größe von ca. 100 nm haben und ein klein wenig gegeneinander verkippt und versetzt sind. Ein Kristall besteht aus hunderten oder tausenden solcher Blöcke. Das Modell der Mosaikstruktur geht auf Arbeiten von Charles Galton Darwin zurück, die dieser 1914 veröffentlichte.

## Entstehung
Die Mosaikstruktur entsteht beim Kristallwachstum (Kristallzucht), wird aber auch dadurch beeinflusst, wie der Einkristall vor und während der Montage auf dem Einkristalldiffraktometer behandelt wurde.
Es gibt Berichte von Proteinkristallen, dass durch kurzes Wegnehmen der Stickstoffkühlung (Annealing) in manchen Fällen die Mosaikstruktur verbessert und in anderen Fällen verschlechtert wurde.

## Auswirkung
Bei einem perfekten Kristall wären die Streuamplituden über den ganzen Kristall zu summieren und dadurch so groß, dass die bornsche Näherung nicht mehr gilt. Die Reflexe wären sehr scharf, aber durch Mehrfachstreuung sehr zahlreich, die Auswertung wäre erschwert.
Beim realen Kristall interferieren nur die Elementarwellen jeweils eines Blockes miteinander, während die Beiträge verschiedener Blöcke sich nicht mit ihren Amplituden, sondern mit ihren Intensitäten addieren.
Im reziproken Raum kann man die Mosaikstruktur erklären, indem der Gitterpunkt hkl nicht auf einem festen Knoten liegt, sondern um diesen verteilt ist. Diese Verteilung wird oft durch eine Lorentz- oder Gaußverteilung beschrieben. In vielen Kristallen ist die Mosaikstruktur allerdings nicht isotrop, sondern anisotrop.
Typische Werte für die Mosaikverteilung bei Kristallen von kleinen Molekülen und Proteinen liegen bei 0,2–1,0°, es gibt aber auch Berichte von 0,01° bei einem Protein. Solch eine geringe Mosaikverteilung erwartet man bei anorganischen Verbindungen wie Mineralen oder Metallen.

## Messung
Weil die Mosaikstruktur zur Verbreiterung der Röntgenreflexe führt, wird aus den Reflexprofilen oft indirekt eine Mosaikverteilung abgeleitet.
Eine direkte Messung ist beispielsweise über den Renningereffekt möglich, mit dem sowohl die Größe der Mosaikblöcke als auch die Mosaikverteilung bestimmt werden kann.